# Mattéo Guendouzi
Mattéo Guendouzi (Poissy, 14 april 1999) is een Frans voetballer die doorgaans als centrale middenvelder speelt. Hij verruilde Arsenal in juli 2022 voor Olympique Marseille, dat circa €11.000.000,- voor hem betaalde. Hij debuteerde op 16 november 2021 voor Frankrijk.

## Clubcarrière

### FC Lorient
Guéndouzi werd geboren in Poissy en speelde vanaf zijn zesde in de jeugdopleiding van Paris Saint-Germain. In 2014 verliet hij de jeudopleiding van Paris Saint-Germain voor FC Lorient. In april 2016 debuteerde hij in het tweede elftal. Op 15 oktober 2016 maakte hij zijn debuut in de Ligue 1, tegen FC Nantes. Hij viel na 76 minuten in voor Walid Mesloub. Op 22 oktober 2016 kreeg de middenvelder zijn eerste basisplaats tegen Dijon FCO.

### Arsenal
Op 11 juli 2018 werd het bekendgemaakt dat Guéndouzi de overstap maakte naar Premier League-club Arsenal voor een bedrag van ongeveer zeven miljoen plus bonussen. Hoofdtrainer Unai Emery vertelde bij zijn aanstelling: "Guendouzi is een getalenteerde jonge speler en veel teams waren geïnteresseerd in hem. Hij heeft veel potentie en heeft bij Lorient al ervaring opgedaan in het spelen bij het eerste elftal. Hij is leergierig en wil zichzelf verbeteren en hij zal een belangrijk deel van onze selectie zijn." Op 12 augustus 2018 maakte Guendouzi zijn debuut in de openingswedstrijd tegen regerend landskampioen Manchester City. Op 4 oktober scoorde Arsenal in de UEFA Europa League-wedstrijd tegen Qarabağ zijn eerste doelpunt voor Arsenal. Op 20 juni 2020 kreeg Guendouzi het na de wedstrijd aan de stok met Brighton-speler Neal Maupay. Daarna werd Guendouzi geschorst bij Arsenal vanwege gedragsproblemen.

### Hertha BSC
Op 5 oktober 2020 maakte Arsenal bekend dat Guendouzi voor een jaar zou worden verhuurd aan Hertha BSC, waarvoor hij op 1 november 2020 tegen VfL Wolfsburg (1-1 gelijkspel) zijn debuut maakte. Op 12 december scoorde hij zijn eerste goal voor Hertha in een 1-1 gelijkspel tegen Borussia Mönchengladbach. Hij speelde 24 wedstrijden voor Hertha, scoorde twee goals en gaf drie assists.

### Olympique Marseille
Op 6 juli 2021 maakte Arsenal bekend dat het Guendouzi nog eens zou uitlenen, ditmaal samen met William Saliba aan Olympique Marseille. In zijn eerste seizoen in Marseille miste Guendouzi geen enkele wedstrijd. Hij kwam tot maar liefst 56 wedstrijden, waaronder de halve finale van de UEFA Europa League, die over twee duels verloren ging tegen Feyenoord. Hij scoorde vijf keer en gaf veertien assists over een heel seizoen. Vervolgens maakte Olympique Marseille bekend op 1 juli 2022 bekend dat het de optie tot koop had ingezet en Guendouzi voor elf miljoen euro definitief overnam van Arsenal. Op 3 oktober 2022 tegen Lille was Guendouzi voor het eerst aanvoerder van Marseille. 

## Clubstatistieken
| Seizoen     | Club                | Competitie     | Competitie | Competitie | Beker | Beker | Internationaal | Internationaal | Totaal | Totaal |
| Seizoen     | Club                | Competitie     | Wed.       | Dlp.       | Wed.  | Dlp.  | Wed.           | Dlp.           | Wed.   | Dlp.   |
| ----------- | ------------------- | -------------- | ---------- | ---------- | ----- | ----- | -------------- | -------------- | ------ | ------ |
| 2016/17     | FC Lorient          | Ligue 1        | 8          | 0          | 1     | 0     | —              | —              | 9      | 0      |
| 2017/18     | FC Lorient          | Ligue 2        | 18         | 0          | 3     | 0     | —              | —              | 21     | 0      |
| Club totaal | Club totaal         | Club totaal    | 26         | 0          | 4     | 0     | 0              | 0              | 30     | 0      |
| 2018/19     | Arsenal             | Premier League | 33         | 0          | 4     | 0     | 11             | 1              | 48     | 1      |
| 2019/20     | Arsenal             | Premier League | 24         | 0          | 4     | 0     | 6              | 0              | 34     | 0      |
| Club totaal | Club totaal         | Club totaal    | 57         | 0          | 8     | 0     | 17             | 1              | 82     | 1      |
| 2020/21     | → Hertha BSC        | Bundesliga     | 24         | 2          | 0     | 0     | —              | —              | 24     | 2      |
| Club totaal | Club totaal         | Club totaal    | 24         | 2          | 0     | 0     | 0              | 0              | 24     | 2      |
| 2021/22     | Olympique Marseille | Ligue 1        | 38         | 4          | 4     | 0     | 14             | 1              | 56     | 5      |
| 2022/23     | Olympique Marseille | Ligue 1        | 14         | 1          | 0     | 0     | 6              | 2              | 20     | 3      |
| Club totaal | Club totaal         | Club totaal    | 52         | 5          | 4     | 0     | 20             | 3              | 76     | 8      |
| TOTAAL      | TOTAAL              | TOTAAL         | 159        | 7          | 16    | 0     | 37             | 4              | 212    | 11     |

Bijgewerkt t/m 12 augustus 2019

## Interlandcarrière
Guendouzi maakte deel uit van alle Franse nationale jeugdselecties vanaf Frankrijk –18. Doordat Guendouzi van gedeeltelijk Marokkaanse afkomst is werd hij in 2017 benaderd door de manager van Marokko, Hervé Renard, om zich beschikbaar te stellen voor het Marokkaans nationaal team. Echter, nadat Guendouzi's vader Renard in maart 2017 ontmoette, besloot Guendouzi Frankrijk trouw te blijven.
Op 2 september 2019 werd Guendouzi voor het eerst opgeroepen voor het Frans nationaal team om de geblesseerde Paul Pogba te vervangen voor EK 2020-kwalificatiewedstrijden tegen Albanië en Andorra. Hij was echter in beide wedstrijden een ongebruikte speler.
Hij maakte op 16 november 2021 in de WK-kwalificatiewedstrijd tegen Finland zijn debuut voor Frankrijk. In de oefeninterland met Zuid-Afrika op 29 maart 2022 scoorde Guendouzi zijn eerste interlandgoal. Hij was onderdeel van de 26-koppige selectie die op het WK 2022 in Qatar tweede werden. Hij speelde één wedstrijd op het WK, tegen Tunesië.